# Послойный синтез

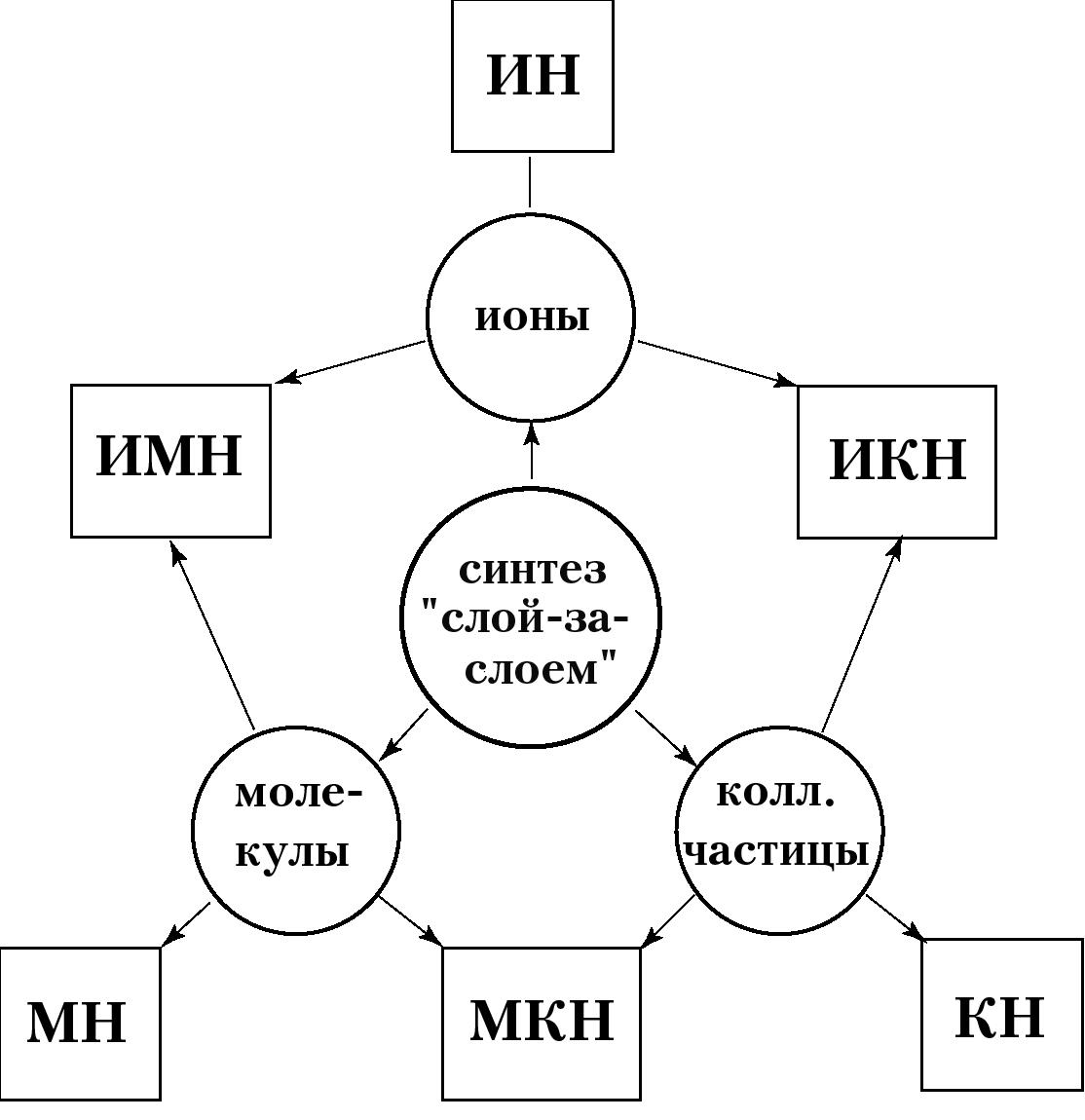
Классификация методов послойного синтеза наноматериалов в соответствии с природой используемых реагентов

Послойный (Layer-by-Layer) синтез наноматериалов - синтез, основанный на последовательных и многократных реакциях адсорбции из газовой фазы или растворов на поверхности подложки-матрицы молекул или ионов, а также  адагуляции из растворов коллоидных частиц. Данные реакции характеризуются так называемым “насыщением”, т.е. образованием в результате адсорбции одного монослоя (или при сверхэквивалентной адсорбции полислоя) структурных единиц адсорбирующегося вещества. В процессе синтеза последовательности обработок выбирают такими, чтобы образовавшийся слой являлся новой подложкой при адсорбции следующего реагента и в результате достигаются условия циклического роста толщины слоя, причём толщина суммарного слоя контролируется числом последовательных циклов наслаивания. Среди методов послойного синтеза с учетом природы реагентов, которые участвуют в реакциях образования слоев при их взаимодействии с подложкой, можно выделить методы молекулярного (МН), ионного (ИН), ионно-молекулярного (ИМН), ионно-коллоидного (ИКН), молекулярно-коллоидного (МКН) и коллоидного (КН) наслаиваний.
Методы молекулярного, ионного и ионно-молекулярного наслаивания могут быть отнесены к атомно-слоевому осаждению (АСО).